# Winx Club : Le Mystère des abysses
Série Winx Club
L'Aventure magique
(2010)
Pour plus de détails, voir Fiche technique et Distribution.
Winx Club : Le Mystère des abysses (Winx Club : Il mistero degli abissi) est un film d'animation italien réalisé par Iginio Straffi et sorti en 2014. C'est le troisième long métrage inspiré de la série télévisée d'animation Winx Club.

## Synopsis
Les Trix sont de retour : elles veulent siéger sur le trône pour l'Empereur Garmadon pour obtenir son pouvoir. En essayant, elles libèrent sans faire exprès Politéa. Maudite, elle s'allie avec les Trix. Elle leur dit qu'il faut récupérer Tritannus pour activer le trône de l'empereur et qu'elles auront besoin de la force vitale d'un Roi. Les Trix penseront à Sky, le roi d'Eraklyon, mais surtout le petit ami de Bloom. Bloom et Sky passent une journée ensemble à Gardenia. Les Trix kidnappent Sky, Bloom ne peut rien faire toute seule contre les Trix. Les Winx aideront Bloom à sauver Sky mais aussi pour l'équilibre de tout l'Océan Infini.

## Fiche technique
- Titre original : Winx Club : Il Mistero degli Abissi
- Titre français : Winx Club : Le Mystère des Abysses
- Réalisation : Iginio Straffi
- Scénario : Iginio Straffi, Giovanni Masi
- Musique : Stefano Switala
- Direction artistique : Marco Marini, Vincenzo Nisco
- Animation : Rainbow CGI Animation Studio
- Photographie : Nuccio Canino
- Production : Iginio Straffi
  - Production exécutive : Joanne Lee
  - Production déléguée : Francesco Mastrofini
- Société de production : Rainbow, Rai Cinema
- Société de distribution : 01 Distribution

- Pays d'origine :  Italie
- Langue originale : italien
- Format : Couleur (Technicolor) - 35 mm - 1,85:1 - Dolby Digital 5.1
- Dates de sortie :
  - Italie : 4 septembre 2014
  - France : 10 octobre 2014

## Distribution

### Voix originales
- Cindy Robinson : Bloom
- Becca Ordonez-Zagorin : Stella
- Stephanie Sheh : Flora
- Sarah Sido : Musa
- Sabrina Weisz : Tecna
- Michole White : Layla
- Joseph Miller : Sky

### Voix françaises
- Carole Baillien : Bloom
- Esther Aflalo : Stella
- Alice Ley : Flora
- Delphine Moriau :  Layla
- Mélanie Dermont : Musa
- Tania Garbarski : Tecna
- Sébastien Hebrant : Sky
- Bernadette Mouzon : Icy
- Nathalie Stas : Darcy
- Dominique Wagner : Stormy
- Nicolas Matthys : Tritanus
- Myriam Thyrion : Faragonda
- Nathalie Hons : Griselda